# Daria Safonova
Daria Safonova (Rusia, 20 de marzo de 1981) es una atleta rusa especializada en la prueba de 400 m, en la que consiguió ser medallista de bronce europea en pista cubierta en 2009.

## Carrera deportiva
En el Campeonato Europeo de Atletismo en Pista Cubierta de 2009 ganó la medalla de bronce en los 400 metros, con un tiempo de 51.85 segundos que fue su mejor marca personal, tras su paisana rusa Antonina Krivoshapka (oro con 51.18 segundos) y la ucraniana Nataliya Pyhyda.